# アンダーツリー
アンダーツリー株式会社（英: Undertree Corporation）は、パチンコ店を経営する日本の企業。

## 概要
兵庫県・大阪府を中心に関西地区から関東地区で「キコーナ」（KICONA）他の屋号でパチンコ店を営む会社である。他のパチンコ店経営企業に対するM&Aを積極的に行い、子会社を含めたグループ全体で151店舗（2023年9月現在）を展開し、店舗数ではダイナム・マルハンに次ぐパチンコ店業界第3位である。
社名は、創業者の苗字「木下」（きのした）を英文に直訳したことに由来する。

## 沿革
- 1984年 - 設立
- 1986年5月 - 兵庫県城崎郡城崎町（現豊岡市）にパチンコホール1号店「マンモス」開業　※後の〔キコーナ城崎店〕
- 1995年 - 「パチコ21八鹿店」を改称し「キコーナ八鹿店」とする（初めて「キコーナ」の屋号を使用）
- 1998年 - 神奈川県横須賀市に「BIG WAVE横須賀店」（現・キコーナ横須賀店）を開店し、関東地区に進出
- 2000年 - 大阪府豊中市に「キコーナ豊中店」を開店し、大阪府に進出
- 2015年 - 経営破綻した金馬車（茨城県）のスポンサーとなり、更生計画により株式会社アンダーツリー東京が子会社となる[2]
- 2016年 - 神友商事（兵庫県）のパチンコ店6店舗を譲受[3]
- 2017年 - 藤光（神奈川県）のパチンコ店8店舗を譲受[4]
- 2021年 - アプリイ（静岡県、11店舗）を買収[5]
- 2023年 - アンダーツリー東京を吸収合併

## CMタレント
- 橋本梨菜[6]（2017年 - ）
- 壇蜜
- 石川梨華
- 秋山莉奈

## 出来事
2008年に「キコーナJR奈良駅前店」を開店したが、その開店にあたり、奈良県と奈良市のパチンコ店等規制条例の基準が違うことが問題となった（出店規制における福祉施設からの範囲が、奈良市が200m、奈良県が100mとなっていた）。アンダーツリーは奈良県の基準を援用して出店を計画したが、奈良市側が条例違反を指摘してアンダーツリーを刑事告発し、書類送検されたものの起訴猶予となった。